# Bishopton Castle

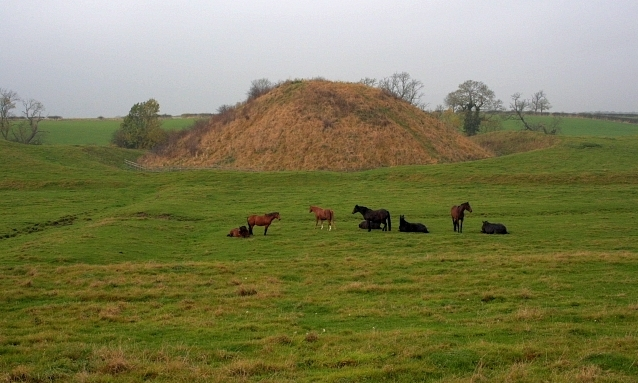
Motte von Bishopton Castle

Bishopton Castle ist eine abgegangene Burg im Dorf Bishopton im englischen County Durham. Die bis heute erhaltene Motte ist ein Scheduled Monument.

## Details
Bishopton Castle ließ Roger de Conyers 1143 in Bishopton in der Nähe von Darlington errichten. Die Motte hatte zwei Burghöfe anstatt nur einem, wie üblich. Außerhalb der Burghöfe besaß sie zwei weitere Einfriedungen. Im 12. Jahrhundert war sie von einem seichten künstlichen See umgeben, der von einem Bach westlich davon gespeist wurde. Die Burg war über Dämme erreichbar.
De Conyers ließ die Burg während eines Streites mit William Cumin bauen, der den Titel eines Bischofs von Durham beanspruchte. De Conyers unterstützte Cumins Rivalen William de Ste Barbe. Geschichtsforscherin Lise Hull glaubt, dass die königliche Erlaubnis zur Befestigung (engl.: „Licence to Crenellate“), die De Conyers für seine Burg erhielt, wohl die erste ihrer Art in England war, aber Philip Davis meint, dass die Lizenz nicht erteilt wurde, weil Befestigung eher eine Notwendigkeit war als einer Vereinbarung entsprang und dass die vermutete Lizenz keine zwingende Formulierung enthält.
In späteren Jahren ging die Burg direkt in die Hände des Bischofs von Durham, eines mächtigen regionalen Landbesitzers, über.